# Кастор (фрегат, 1831)
Ка́стор — парусный фрегат Российского Императорского флота, тип «Спешный». Относился к рангу 44-пушечных фрегатов, но имел 52 орудия. Заложен 27 сентября 1830 года на Соломбальской верфи. Строитель В. А. Ершов. Спущен на воду 21 мая 1831 года, вошел в состав Балтийского флота.

## Основные характеристики
- Водоизмещение = около 1950 тонн[1];
- Длина по верхней палубе = 48,6 м[1];
- Ширина по мидель-шпангоуту = 12,7 м[1];
- Осадка = 3,9 м[1];
- Артиллерийское вооружение = 52 ор[1]. (24-фн — по штату[3]);
- Экипаж = 340/430 человек[1][2].

## Служба
В 1832 году в составе отряда перешёл из Архангельска в Кронштадт.
- В 1833 доставил генерал-адъютанта Л. И. Голенищева-Кутузова из Кронштадта в Голландию.
- В мае-июле 1834 года вместе с фрегатом «Паллада» сопровождал пароход «Ижора» на котором находились принц и принцесса Пруссии, в Мемель, Свинемюнде и Пиллау.
- В августе 1834 года доставил из Пиллау в Кронштадт принца Вильгельма.
- В 1835 году в составе отряда изучал подходы к портам и места якорных стоянок Балтийского моря.
- В 1837 году доставил из Кронштадта в Любек и обратно адмирала П. М. Рожнова.
- В 1838 году ходил в Свинемюнде, Копенгаген, Любек.
- В 1840 году находился в практическом плавании с гардемаринами в Балтийском море.
- В 1841—1843 годах занимал брандвахтенный пост на Кронштадтском рейде.
- В 1849 году тимберован в Кронштадте. Числился сверх штата.
- В 1854 году перетимберован в доке.
- В 1855 году стоял с блокшивным отрядом на Северном фарватере.

2 октября 1856 года в составе отряда контр-адмирала Е. А. Беренса вышел из Кронштадта в Средиземное море по маршруту Киль — Христианзанд — Шербур — Кадис — Генуя — Виллафранка — Генуя — остров Специя — Тулон — Марсель — Виллафранка — Алжир — Лиссабон — Брест — Киль. Во время стоянки в Лиссабоне моряки фрегата «Кастор» и корабля «Выборг» участвовали в тушении пожара в городе. 7 августа 1857 вернулся в Кронштадт. При безветрии шёл на буксире у паровых судов отряда.
- В 1861—1863 годах находился в практических плаваниях с кадетами Морского корпуса.
- 7 декабря 1863 года исключён из списков судов Балтийского флота.
- В 1865 году разобран в Кронштадте[1][2].

## Командиры фрегата
Командирами фрегата «Кастор» в составе Российского императорского флота в разное время служили:
- капитан-лейтенант, а с 1 (13) января 1831 года капитан 2-го ранга Г. А. Катерининов (1830—1831 годы);
- М. Н. Станюкович (1832 год);
- П. А. Чекин (1833—1834 годы);
- А. К. Леонтович (1835 год);
- Л. Л. Князев (1837—1841 годы);
- А. А. Бровцын (1842—1843 годы);
- В. К. Поплонский (1854 год);
- П. И. Гаврино (с 1855 года по сентябрь 1856 года);
- И. П. Панафидин (с октября 1856 года по 1857 год);
- В. А. Римский-Корсаков (1861 год);
- Я. М. Дрешер (1862—1863 годы).